# Nouakchott Ouest
Nouakchott-Ouest (Nouakchott-West, arabisch نواكشوط الغربية, DMG Nawākšūṭ al-Ġarbiyya) ist eine Verwaltungs-Region in Mauretanien. Sie besteht aus den drei nordwestlichen Departments der Hauptstadt Nouakchott: Ksar, Sebkha und Tevragh-Zeina. Der Verwaltungssitz ist in Tevragh-Zeina und der Präsidentenpalast liegt im Gebiet der Region. Die Region grenzt im Norden an das Departement Ouad Naga der Region Trarza. Hauptverkehrsader ist die N2, die sich entlang der Küste nach Norden zieht. Im Südosten bildet die N1 einen Teil der Grenze zur Region Nouakchott Nord.
Nouakchott-West wurde am 25. November 2014 als Region errichtet, als die Region Nouakchott in drei neue Regionen aufgeteilt wurde. wālī Beziehungsweise Gouverneur ist Mahi Ould Hamed, der zuvor bereits Gouverneur der gesamten Region Nouakchott gewesen war.

## Bevölkerung
Die letzten Volkszählungen ergaben für die Region bzw. diesen Teil der Hauptstadt jeweils folgende Einwohnerzahlen:
| Jahr | Einwohner |
| ---- | --------- |
| 2000 | 155.098   |
| 2013 | 165.814   |
| 2023 | 204.881   |